# René Claassen
René Adrianus Bernardus Claassen (Heerlen, 13 juli 1971) is een Nederlands politicus namens de PVV.
Claassen studeerde verpleegkundige-a in Heerlen tussen 1988-1992 en werd verpleegkundige kindergeneeskunde aan het Atrium Medisch Centrum te Heerlen tot 2006. Hierna werd hij docent aan Zuyd Hogeschool. Vanaf 2019 was hij lid van de Provinciale Staten van Limburg en vanaf 2022 lid van de gemeenteraad van Landgraaf. Bij de Tweede Kamerverkiezingen van 22 november 2023 stond hij op plaats 6 van de kandidatenlijst van de PVV, waardoor hij sinds 6 december 2023 tevens Tweede Kamerlid is.

## Persoonlijk
Claassen was van 2012 tot 2024 getrouwd en heeft drie kinderen.
Max Aardema · Reinder Blaauw · Maikel Boon · Vincent van den Born · Martin Bosma · Willem Boutkan · René Claassen · Patrick Crijns · Marco Deen · Teun van Dijck · Emiel van Dijk · Eric Esser · Chris Faddegon · Dion Graus · Peter van Haasen · Hidde Heutink · Patrick van der Hoeff · Léon de Jong · Alexander Kops · Gidi Markuszower · Rachel van Meetelen · Jeremy Mooiman · Edgar Mulder · Jeanet Nijhof-Leeuw · Joeri Pool · Dennis Ram · Robert Rep · Raymond de Roon · Peter Smitskam · Folkert Thiadens · Nico Uppelschoten · Jan Valize · Martine van der Velde · Elmar Vlottes · Marina Vondeling · Henk de Vree · Geert Wilders
- Parlement.com: vm6tc0od86x9